# Nervilia mackinnonii
Nervilia mackinnonii är en orkidéart som först beskrevs av John Firminger Duthie, och fick sitt nu gällande namn av Rudolf Schlechter. Nervilia mackinnonii ingår i släktet Nervilia och familjen orkidéer. Inga underarter finns listade i Catalogue of Life.